# لوسي ديلون
لوسي ديلون (بالإنجليزية: Lucy Dillon)‏‏ (1974 في كمبريا - ) روائية من المملكة المتحدة.